# Гришаев, Василий Васильевич
Васи́лий Васи́льевич Гриша́ев (10 сентября 1935, с. Ушинка, Пензенская область — 19 мая 2014, Красноярск, Россия) — советский и российский историк, государственный деятель, специалист по аграрной истории России советского периода. Автор работ по колхозному строительству. Доктор исторических наук (1979), профессор (1981). Заслуженный работник высшей школы РФ. Отец историка и социолога С. В. Гришаева.

## Биография
В 1957 году окончил исторический факультет МГУ имени М. В. Ломоносова.
В 1957—1964 годах находился на комсомольской работе в Красноярском крае. С 1957 по 1961 годы — второй, а затем первый секретарь Алтайского районного комитета ВЛКСМ Хакасской автономной области. С 1961 по 1964 годы — второй, а позднее первый секретарь Хакасского областного комитета ВЛКСМ.
В 1964—1967 годах учился в аспирантуре Академии общественных наук при ЦК КПСС. В 1967 году в АОН при ЦК КПСС защитил диссертацию на соискание учёной степени кандидата исторических наук по теме «Строительство Советов в деревне в первый год социалистической революции».
С 1 сентября 1967 года — старший преподаватель кафедры общественных наук Красноярского филиала Новосибирского государственного университета.
С 19 февраля 1969 года по 2009 год — профессор и заведующий кафедрой истории КПСС (позднее — истории России) историко-философского факультета Красноярского государственного университета. После образования Сибирского федерального университета — профессор-консультант кафедры истории России Гуманитарного института СФУ.
В 1979 году в Институте истории, филологии и философии СО АН СССР защитил диссертацию на соискание учёной степени доктора исторических наук по теме «Сельскохозяйственные коммуны Советской России (1917—1929 гг.)» (специальность 07.00.02 — история СССР). В 1981 году присвоено учёное звание профессора.
Профессор кафедры истории и политологии Красноярского государственного аграрного университета.
Член диссертационного совета при Красноярском государственном педагогическом университете имени В. П. Астафьева, член Учёного совета Красноярского государственного университета. Член Диссертационного совета Д 212.074.05 при Иркутском государственном университете.
Действительный член Академии социальных наук (с 1994).
Автор более 70 научных трудов, в том числе 5 монографий.
Увлекался садоводством.

## Отзывы
В одном из писем соболезнований Ю. Н. Афанасьев, Ж. Т. Тощенко, В. И. Киселёв, Б. Г. Власов, А. П. Корелин и В. А. Кучкин писали: 
Глубоко скорбим об ушедшем от нас нашем друге, товарище, с которым мы разделили общую судьбу и пронесли верность нашим идеалам через всю жизнь. В наших сердцах он останется светлым человеком, искренним во всех своих начинаниях, верным профессиональному долгу, чистым в своих помыслах, искренне заботящимся об общем благе, борцом за правду, добрым к друзьям и близким и непримиримым к лжи, предательству, неискренности и мздоимству.

## Интересные факты
- На историческом факультете МГУ учился с будущими известными историком Ю. Н. Афанасьевым и социологом Ж. Т. Тощенко, с которыми вместе был распределён на комсомольскую работу в Красноярский край[5]. Также его однокурсниками были дипломат В. И. Киселёв, пресс-атташе «Новости» в 1980—1990-е годы Б. Г. Власов, доктор исторических наук, главный научный сотрудник Института российской истории РАН А. П. Корелин, доктор исторических наук, заведующий сектором Института российской истории РАН В. А. Кучкин[4].
- Встречался с полководцем Г. К. Жуковым, фотографировался с Н. С. Хрущёвым, беседовал с космонавтом Ю. А. Гагариным, а также принимал участие в спортивном празднике 7 ноября 1952 года на Красной площади в Москве[7].

## Награды
- Заслуженный работник высшей школы РФ (2000).
- Лауреат «Профессорской премии» Главы города Красноярска в области науки и образования (2012).[11]

## Научные труды

### Монографии
- Гришаев В. В. Строительство Советов в деревне в первый год социалистической революции. — М.: Мысль, 1967. — 88 с.
- Гришаев В. В. «Красный хлебороб»: история сибирского колхоза. — Красноярск: Красноярское книжное издательство, 1973. — 219 с.
- Гришаев В. В. Сельскохозяйственные коммуны Советской России 1917—1929 гг. — М.: Мысль, 1976. — 192 с.
- Гришаев В. В. История сельскохозяйственных коммун : итоги изучения, проблемы. — Красноярск: Красноярский университет, 1986. — 135 с.
- Гришаев В. В. Коммунары Сибири. — Красноярск: Изд-во Красноярского университета, 1989.
- Кто есть кто в КрасГУ : краткий биографический справочник / сост.: (отв. сост.) В. В. Гришаев, В. И. Петрищев, И. А. Прядко. — Красноярск: КГУ, 1999. — 378 с. — ISBN 5-7638-0163-6.
- Пётр Николаевич Мешалкин : библиографический указатель / сост. В. В. Гришаев. — Красноярск: СибГТУ: ГУНБ, 2004. — 102 с. — 100 экз.
- Пётр Николаевич Мешалкин: хроника жизни и творческой деятельности ученого, посвящённая 80-летию со дня рождения / сост. В. Г. Курдюков, Т. А. Улейская, В. В. Гришаев. — Красноярск: СибГТУ, 2007. — 65 с.
- Гришаев В. В., Лебединский В. Р. Живые книги с говорящими автографами: монография. — Красноярск: СФУ, 2014. — 175 с. — 978−5−7638−3032−3 экз.

### Статьи
- Гришаев В. В. Создание волостных Советов крестьянских депутатов // Вестник Московского университета. Сер.: История. — 1957. — № 4. — С. 39—52.
- Гришаев В. В. Финансовая политика в деревне в период становления советской власти. // Финансы СССР. — 1967. — № 3.
- Гришаев В. В. К вопросу о создании Советов крестьянских депутатов. // Вопросы истории. — 1968. — № 3. — С. 198—200.
- Гришаев В. В. В. И. Ленин о роли коммун в социалистическом преобразовании сельского хозяйства // Вопросы истории партийных организаций Сибири : тезисы докладов и сообщений на межвузовской научной конференции, посвященной 70-летию II съезда РСДРП / Краснояр. гос. ун-т, Краев. орг. об-ва «Знание»; [отв. ред.] В. П. Сафронов. — Красноярск : Красноярский рабочий, 1973. — Вып. 1. — 159 с. 500 экз.
- Гришаев В. В. Из истории создания Красноярского филиала Центрального музея В. И. Ленина // Проблемы новейшей отечественной истории и общественных наук. Ленин и современность. — Красноярск : Культурно-исторический музейный комплекс, 2002. — С. 46-48
- Гришаев В. В., Курдюков В. Г. Вклад профессора П. Н. Мешалкина в историю Красноярского края // От Невы до берегов Енисея: 300 лет вместе. — Красноярск, 2003. — С. 113—116
- Гришаев В. В., Северьянов М. Д. К вопросу о состоянии исторической науки в Красноярском крае в конце XX — начале XXI столетий // Духовно-исторические чтения : материалы межвузовской научно-практической конференции / М-во образования Рос. Федерации, Краснояр. гос. архит.-строит. академия, Краснояр. гос. пед. ун-т; [ред. кол. : М. Д. Северьянов (отв. ред.) [и др.]. — Красноярск : КрасГАСА, 1996. Вып. 9 : 2004. — С. 12—14. 100 экз. ISBN 5-89628-113-7
- Гришаев В. В. Об истоках и динамике формирования научной элиты Красноярска // Край большого будущего. История, действительность, перспектива : материалы научно-практической конференции «70 лет Красноярскому краю : итоги и перспективы развития» / Сиб. гос. технол. ун-т, Краснояр. гос. ун-т, Гос. универс. науч. б-ка Краснояр. края; [под ред. В. В. Куимова]. — Красноярск : [б. и.], 2004. — С. 67-71. 100 экз.
- Гришаев В. В. Истоки формирования научной элиты Красноярска во второй половине XX века // История науки и образования в Сибири : сборник материалов Всероссийской научной конференции с международным участием, г. Красноярск, 15-16 ноября 2005 г. / Рос. гуманит. науч. фонд, Адм. Краснояр. края, ГОУ ВПО «Краснояр. гос. пед. ун-т им. В. П. Астафьева»; [отв. ред. Я. М. Кофман]. — Красноярск : КГПУ, 2006. — С. 47-51. 200 экз. ISBN 5-85981-127-6
- Гришаев В. В. О всероссийской значимости декабрьских (1905 г.) событий в Красноярске. // Сибирь в революции 1905 года : к 100-летию первой русской революции в России : (материалы круглого стола) / Краснояр. горком КПРФ, Сиб. гос. технол. ун-т, Краснояр. гос. ун-т, Гос. универс. науч. б-ка Краснояр. края; [редкол.: В. В. Гришаев [и др.]. — Красноярск : [б. и.], 2006. — С. 22-26. 200 экз.
- Гришаев В. В. Коррумпированная власть — ныне главная угроза безвозвратной утраты памятников истории и культуры // Культурно-историческая среда и предпринимательство Сибири : материалы III Межрегиональной научно-практической конференции, посвященной Международному дню памятников и исторических мест, 17 апреля 2008 г. / Служба по охране объектов культур. наследия адм. Краснояр. края [и др.]. — Красноярск : [б. и.], 2008. — С. 38-42.
- Гришаев В. В. Подлинное народовластие в Красноярске // Красноярский край: прошлое, настоящее, будущее : материалы международной конференции, посвященной 75-летию Красноярского края, Красноярск, 19-21 ноября 2009 г. : в 2 т. Т. 1./ Краснояр. краев. краеведч. музей [и др. ; сост. Э. Ш. Акбулатов (пред.) и др.]. — Красноярск : СФУ, 2009. — 185 с. 400 экз.
- Grishaev, V. V. Struggle Against Corruption in Russia: Historic Overview and Modern Problems (Борьба с коррупцией в России: история и современные проблемы) // Журнал Сибирского федерального университета. Гуманитарные науки. Journal of Siberian Federal University. Humanities & Social Sciences. — 2010. — № 3 (3). — С. 321—329
- Гришаев В. В. Размышления о борьбе с коррупцией : (аргументы за и против) // Следователь. — 2011. — № 2. — С. 12-16.

### Научная редакция
- Воспитание молодежи на ленинском примере: межвузовский сборник / Краснояр. гос. ун-т; [науч. ред.] В. В. Гришаев. — Красноярск : КГУ, 1980. — 135 с. 700 экз.
- Большевики и сибирская деревня в период построения социализма (1917—1937 гг.) : сборник / Краснояр. гос. пед. ин-т; [редкол.: В. В. Гришаев и др.]. — Красноярск : Красноярский ГПИ, 1981. — 131, [2] с. 800 экз.
- Канск в прошлом, настоящем и будущем : (Тезисы докладов и сообщений на краевой научно-краеведческой конференции, посвященной 350-летию г. Канска, 31 мая 1986 г.) / Канск. гор. ком. КПСС, Краснояр. краев. совет НТО, Краснояр. гос. ун-т, Краснояр. краевое отд-ние Всерос. о-ва охраны памятников истории и культуры; отв. ред. В. В. Гришаев. — Красноярск : КГУ, 1986 (Канск). — 128 с. 500 экз.
- XX век: исторический опыт аграрного освоения Сибири : материалы республиканской научной конференции / Краснояр. гос. ун-т [и др.]; отв. ред. В. В. Гришаев. — Красноярск : КГУ, 1993. — 410, [1] с. 400 экз. ISBN 5-230-08068-X
- Перестройки в российской истории: исторический опыт и уроки XX века : (сборник тезисов республиканской научной конференции, 20-21 марта 1996 г.) / Краснояр. гос. ун-т [и др. ; редкол.: В. В. Гришаев и др.]. —Красноярск : Рио-Пресс, 1996. — 207, [8] с.
- Вопросы социально-экономического развития и культуры Красноярского края в документах архивного фонда : (к 175-летию образования Енисейской губернии) : Архивные чтения : Тезисы докладов и сообщений научно-практической конференции, Красноярск, 26 июня 1997 г. / Гос. арх. Краснояр. края, Ком. по делам архивов администрации Краснояр. края; [редкол.: В. В. Гришаев и др.]. — Красноярск : Госархив Красноярского края, 1997. — 169 с. 300 экз.
- Прядко И. А. Памятники истории и современность : учебное пособие / [науч. ред. В. В Гришаев] ; М-во образования Рос. Федерации, Краснояр. гос. ун-т [и др.]. — Красноярск : [КГУ], 1999. — 77 с. 100 экз. ISBN 5-7638-0191-1
- Наука Красноярска в лицах и трудах ученых / Гос. универ. науч. б-ка [и др.]; [отв. ред. В. В. Гришаев, сост. Л. С. Барсукова и др., отв. за вып. Н. И. Дроздов и др.]. — Красноярск : Универс, 2003. — 540, [2] с. — 1000 экз. ISBN 5-87748-226-2
- История Русской Америки: Российско-американская компания : материалы научно-практической конференции 25 апреля 2003 г. / М-во образования Рос. Федерации, Краснояр. гос. ун-т, Науч. б-ка, Отд. философии, истории и политологии, Каф. истории России; [ред. В. В. Гришаев; сост.: Э. Г. Колесник, И. С. Колосова, В. А. Корешкова]. — Красноярск : КГУ, 2003. — 201 с.
- От Невы до берегов Енисея: 300 лет вместе : материалы научно-практической конференции, посвященной 300-летию Санкт-Петербурга и 375-летию Красноярска / Адм. г. Красноярска, Гос. универсал. науч. б-ка Краснояр. края, Ком. по делам архивов Адм. Краснояр. края и др. ; [отв. ред. В. В. Гришаев; отв. за вып. И. А. Прядко, Л. И. Царева]. — Красноярск : [б. и.], 2003. — 120 с.
- Воинский долг, исполненный с честью. : материалы научно-практической студенческой конференции исторического клуба «Клио», посвященный 60-летию Великой Победы, 4 мая 2005 г. / Федерал. агентство по образованию, Краснояр. гос. ун-т, Науч. б-ка, Отд-ние истории, философии и политологии, Каф. истории России; [сост.: Д. Н. Гергилев, И. С. Колосова; отв. ред. В. В. Гришаев]. — Красноярск : КрасГУ, 2005. — 101 с.
- Российско-японские отношения: связь времен : сборник материалов научно-практической студенческой конференции 23 апреля 2004 г. / Федерал. агентство по образованию, Краснояр. гос. ун-т, Науч. б-ка, Отд-ние истории, философии и политологии, Каф. истории России; [сост.: Г. И. Погребной, И. С. Колосова; отв. ред. В. В. Гришаев]. — Красноярск : КрасГУ, 2005. — 139 с.
- Парламентаризм в России: исторический опыт и современные проблемы : материалы Всероссийской научно-практической конференции, посвященной 100-летию начала деятельности первой российской Государственной думы, Красноярск, 18 мая 2006 года / Законодат. собр. Краснояр. края, Краснояр. гос. ун-т, Сиб. гос. технол. ун-т. Гос. универс. науч. б-ка Краснояр. края; [редкол.: В. В. Гришаев (отв. ред.) [и др.]. — Красноярск : Красноярский писатель, 2006. — 291 с. 250 экз.
- «Историко-философские чтения», научно-практическая конференция (6 ; 2006 ; Красноярск). VI историко-философские чтения : материалы научно-практической конференции, посвященной 100-летию парламентаризма в России, 28 апреля 2006 года / Федерал. агентство по образованию, Краснояр. гос. ун-т; [под ред. В. В. Гришаева; отв. за вып. М. Г. Тарасов]. — Красноярск : КрасГУ, 2006. — 164, [1] с. 200 экз.
- Археография как наука по описанию древностей : сборник материалов научно-практической студенческой конференции, 25 апреля 2006 г. / Сиб. Федерал. ун-т, Науч. б-ка; [сост.: Г. И. Погребной, И. С. Колосова; отв. ред. В. В. Гришаев]. — Красноярск : КрасГУ, 2005. — 145 с.
- Шекшеев А. П. Власть и крестьянство: начало гражданской войны на Енисее (октябрь 1917 — конец 1918 гг.) / А. П. Шекшеев; под ред. В. В. Гришаева ; Федерал. агентство по образованию, Хакас. гос. ун-т им. Н. Ф. Катанова. — Абакан : Хакасский государственный университет, 2007. — 156, [2] с., [2] л. фото. 500 экз. ISBN 978-5-7810-0460-7
- Историческая книга : сборник материалов научно-практической студенческой конференции, 25 апреля 2007 г. / Сиб. Федерал. ун-т, Науч. б-ка; [сост.: М. Г. Тарасов, И. С. Колосова; отв. ред. В. В. Гришаев]. — Красноярск : КрасГУ, 2007. — 66 с.
- Победа : материалы Всероссийской научной конференции «СССР во Второй мировой и Великой Отечественной войнах 1939—1945 гг.», посвященной 65-летию Победы в Великой Отечественной войне, 29 апреля 2010 года / ГОУ ВПО «Сиб. гос. технол. ун-т», Краснояр. краев., гор. Совет ветеранов войны, труда и Вооруж. Сил; [отв. за вып. В. Г. Курдюков; редкол.: В. В. Гришаев и др.]. — Красноярск : СибГТУ, 2010. — 211, [1] с.
- Идёт война народная : материалы Всероссийской научной конференции «СССР во второй мировой и Великой Отечественной войнах 1938—1945 гг.» посвященной 70-летию начала Великой Отечественной войны и Московской битве, 7 декабря 2011 года / М-во образования и науки Рос. Федерации, ФГБОУВПО «Сиб. гос. технол. ун-т», Краснояр. краев., гор. Совет ветеранов войны, труда и Вооруж. Сил; [отв. за вып. В. Г. Курдюков; редкол.: В. В. Гришаев и др.]. — Красноярск : СибГТУ, 2011. — 168 с.
- Сталинградская битва : материалы Всероссийской научной конференции «СССР во Второй мировой и Великой Отечественной войнах (1939—1945 гг.)» / М-во образования и науки Рос. Федерации, ФГБОУ ВПО «Сиб. гос. технол. ун-т», Краснояр. краев. и гор. Совет ветеранов войны, труда и вооруж. сил; [редкол.: В. В. Гришаев и др.]. — Красноярск : СибГТУ, 2012. — 152, [1] с.